# Kanton Évry-Sud
Der Kanton Évry-Sud war von 1985 bis 2015 ein französischer Wahlkreis im Arrondissement Évry, im Département Essonne und in der Region Île-de-France; sein Hauptort war Évry. Vertreter im Generalrat des Départements war zuletzt von 2001 bis 2015 Francis Chouat (PS).

## Gemeinden
Der Kanton bestand aus einem Teil der Stadt Évry (angegeben ist hier die Gesamteinwohnerzahl der Stadt, im Kanton lebten etwa 26.700 Einwohner von Évry) und weiteren zwei Gemeinden:
| Gemeinde  | Einwohner Jahr | Fläche km² | Bevölkerungsdichte | Code INSEE | Postleitzahl |
| --------- | -------------- | ---------- | ------------------ | ---------- | ------------ |
| Bondoufle | 9.198 (2013)   | 6,76       | 1361 Einw./km²     | 91086      | 91070        |
| Évry      | 53.237 (2013)  | –          | – Einw./km²        | 91228      | 91000        |
| Lisses    | 7.579 (2013)   | 10,4       | 729 Einw./km²      | 91340      | 91090        |